# Arquebuse (1902)
Arquebuse – francuski niszczyciel z początku XX wieku i okresu I wojny światowej. Był głównym okrętem typu Arquebuse, nazwa oznacza arkebuz.
Podczas wojny służył na kanale La Manche, następnie na Morzu Śródziemnym. Bez powodzenia atakował okręt podwodny U-35 15 czerwca 1916. Niszczyciel przetrwał wojnę. Został skreślony z listy floty 10 maja 1920 roku i oddany na złom 2 marca 1921.